# Circuit du Val de Vienne
Der Circuit Val de Vienne ist eine Motorsport-Rennstrecke in Frankreich. Sie liegt nahe der Ortschaft Le Vigeant, rund 50 Kilometer südlich von Poitiers.

## Geschichte

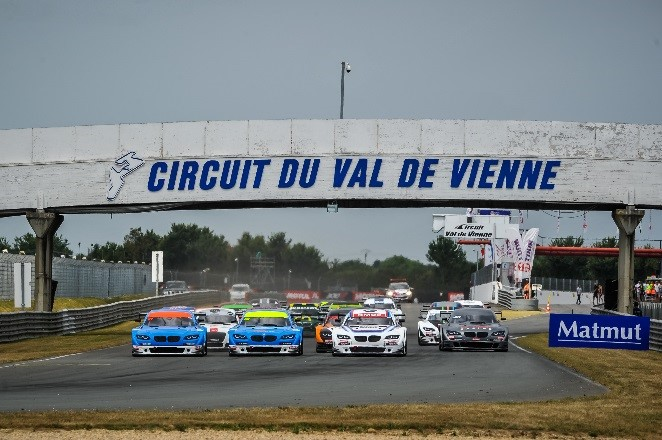
Val de Vienne – Start-Ziel-Gerade

Die Strecke wurde 1990 auf Initiative des ehemaligen Politikers und passionierten Motorsportlers René Monory eröffnet. 2008 erfolgte eine erste grundlegende Überarbeitung des Kurses bei der die Schikane auf der Gegengerade durch einen optionalen Knick ersetzt wurde. 2012 pachteten der Sportwagen-Teamchef Jack Leconte und der französische Bau- und Motorsport-Unternehmer Jacques Nicolet die Strecke für 20 Jahre. Seitdem führt das gemeinsame Unternehmen Les Deux Arbres das Management der Strecke aus.

## Streckenbeschreibung
Der Kurs ist 3,7 Kilometer lang und hat 18 Kurven und 32 Boxen. Die Strecke kann in 5 Streckenvarianten konfiguriert werden.
Die Strecke war bis zum 19. Mai 2021 nach FIA-Grad 2 homologiert, wobei diese Homologation nun ausgelaufen ist und nicht erneuert wurde. Den Rundenrekord hält der Franzose Simon Pagenaud auf einem Formel-3-Dallara mit 1.28,091 min.

## Veranstaltungen

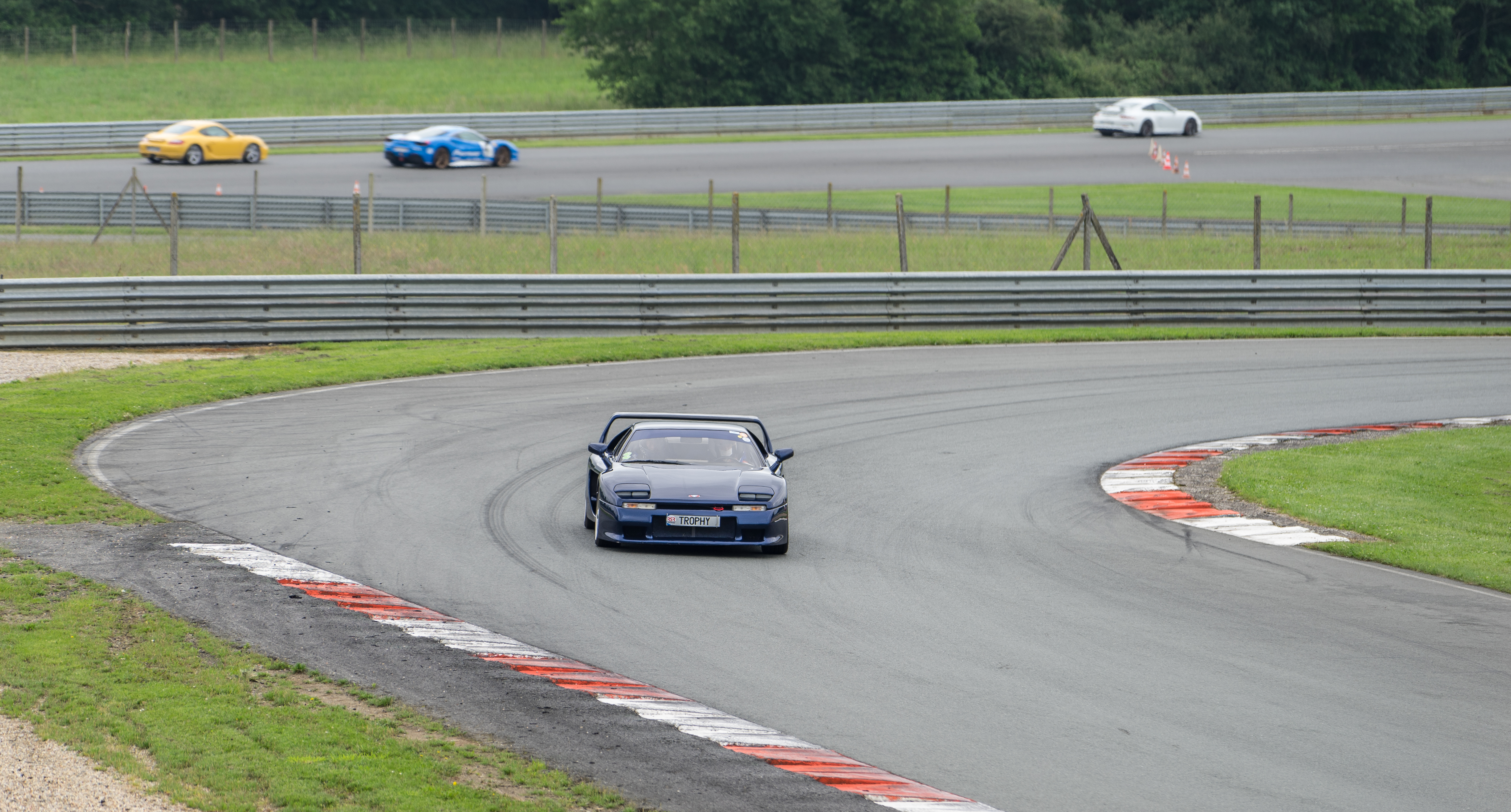
Streckenausschnitt des Circuits – im Hintergrund: die Gegengerade

Fast jedes Wochenende ist der Kurs mit Clubrennen, Oldtimerrennen, Langstreckenrennen und anderen Wettbewerben für Autos und Motorräder belegt. Die Hauptereignisse sind die seit 2023 wieder gastierende Französische GT-Meisterschaft und die Französische Motorrad-Meisterschaft. Auch die Historic Tour für historische Formel-3- und Formel-Renault-Monoposti gehört zu den Höhepunkten. Wochentags finden häufig Tracktests statt.

## Einzelnachweise

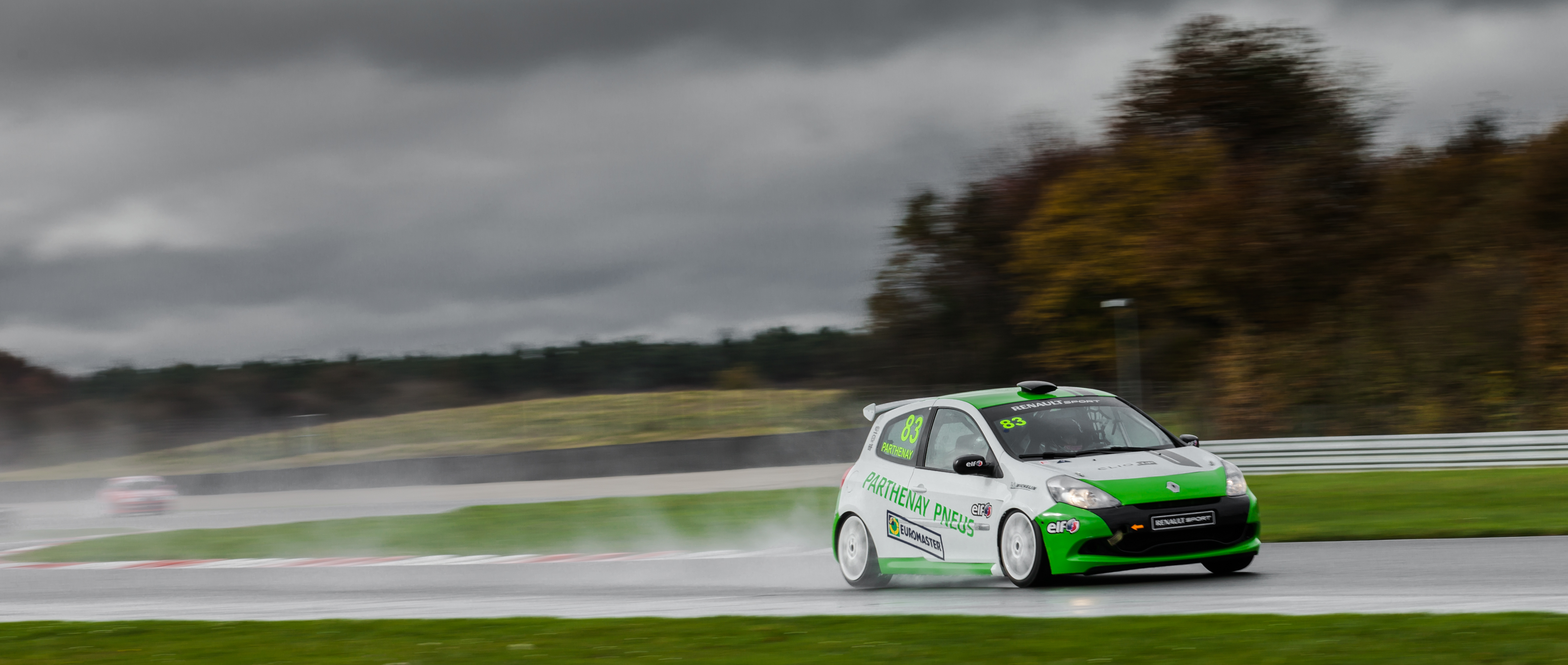
Streckenabschnitt der Circuit „B“